# Muralla d'Àger
La Muralla d'Àger és una obra romànica d'Àger (Noguera) inclosa a l'Inventari del Patrimoni Arquitectònic de Catalunya.

## Descripció
En la Muralla d'Àger poden distingir-se dues etapes constructives ben diferenciades. La primera de la segona meitat del segle xi, moment de creixement demogràfic, quan els barris de l'est i del sud del recinte sobirà. La segona, ja en època gòtica, inclou el barri de Soldevila. Hi havia quatre portals dels que n'han pervingut dos. Les part baixes d'alguns murs podrien ser del segle x.

## Història
"Imperi, que rodeja el recinte de l'església romànica de Sant Pere. Aquesta fortificació vigilaria la ciutat o bé la calçada d'entrada a les planúries de l'Ebre, des dels Pirineus. Modernament, han estat localitzats a Àger vestigis arqueològics d'un "castellum" romà tardà amb restes de muralles i torrasses romanes, en el recinte més alt de la localitat, on hi ha la Col·legiata de Sant Pere d'Àger. Les muralles de carreus de pedra, amb torrasses quadrades i portes típiques flanquejades de torrasses quadrades, que tanquen el recinte urbà baix, ens recorden un emmurallament de campament d'època àrab i creiem que l'esmentat recinte baix -escriu Pita- és aràbic, potser datable del segle x, amb més o menys refaccions posteriors."
"La importància d'Àger com base militar musulmana en els segles IX, X i part del segle xi fou gran. La primera menció literària aràbiga que coneixem d'Àger fa referència al castell d'"Ayira" (any 922). El castell d'Àger, situat en una elevació en el centre de la vall d'Àger, era una gran base militar musulmana, bastant fortificada, que tancava el camí natural d'accés cap a Balaguer i Lleida des del Pallars i servia de sosteniment i base a la línia de fortaleses en el Montsec.
Aquests castells de la línia del Montsec eren de difícil defensa i passaren sovint d'unes mans a altres, cosa que no succeïa amb Àger, que de forma seguida, d'ençà el segle VIII i fins al 1037, estigué en poder dels musulmans i en el període entre 1037 i 10040 caigué en sota el domini dels cristians, fou reconquerit pels musulmans i finalment de forma definitiva caigué en mans dels cristians del Comte d'Urgell."